# Artur Bendixson
Artur Lars Bendixson, född 16 november 1859 i Stockholm, död där 23 april 1938 där, var en svensk pedagog och författare. Han var från 1883 gift med Nanna Sohlman och bror till Ivar Bendixson.
Artur Bendixson var son till grosshandlaren Wilhelm Bendixson. Efter mogenhetsexamen i Stockholm 1876 blev han student vid Uppsala universitet och 1878 filosofie kandidat, 1883 filosofie licentiat och 1885 filosofie doktor där. Bendixson var 1889-1890 vice lektor i Örebro och 1891-1893 extralärare vid Högre realläroverket på Norrmalm. Han organiserade 1901 den upprättade Göteborgs högre samskola enligt ett pedagogiskt reformprogram av frisinnad struktur och var skolans rektor fram till 1904. Bendixson redigerade samtidigt 1901-1902 tidskriften Skolan och en till denna anknytande pedagogisk skriftserie. 1907-1909 var han adjunkt i modersmålet, historia och geografi vid Högre realläroverket på Östermalm. Tillsammans med B. Hildebrand och H. Bergstedt utgav han 1898 Läsebok i svensk litteratur. Bendixson var 1913-1929 medlem av redaktionen för Nordisk familjebok.